# Gordon Highlanders

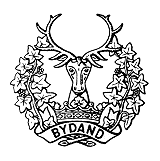
Insigne des Gordon Highlanders

Les Gordon Highlanders sont un régiment d'infanterie britannique qui a existé 113 ans, de 1881 à 1994. Puis il fut amalgamé avec les Queen's Own Highlanders (en) (Seaforth et Camerons) pour former les Highlanders (Seaforth, Camerons et Gordons). Le régiment prend son nom du Clan Gordon, situé principalement dans le nord-est de l'Écosse, notamment autour d'Aberdeen.

## Histoire

### De 1881 à 1914
Formé le 1er juillet 1881 à la suite des Réformes Childers, le tout nouveau régiment était composé de deux bataillons. Le 1er bataillon provenait du 75e régiment d'infanterie (en) et du 92e régiment d'infanterie (en) qui devint le 2e bataillon.

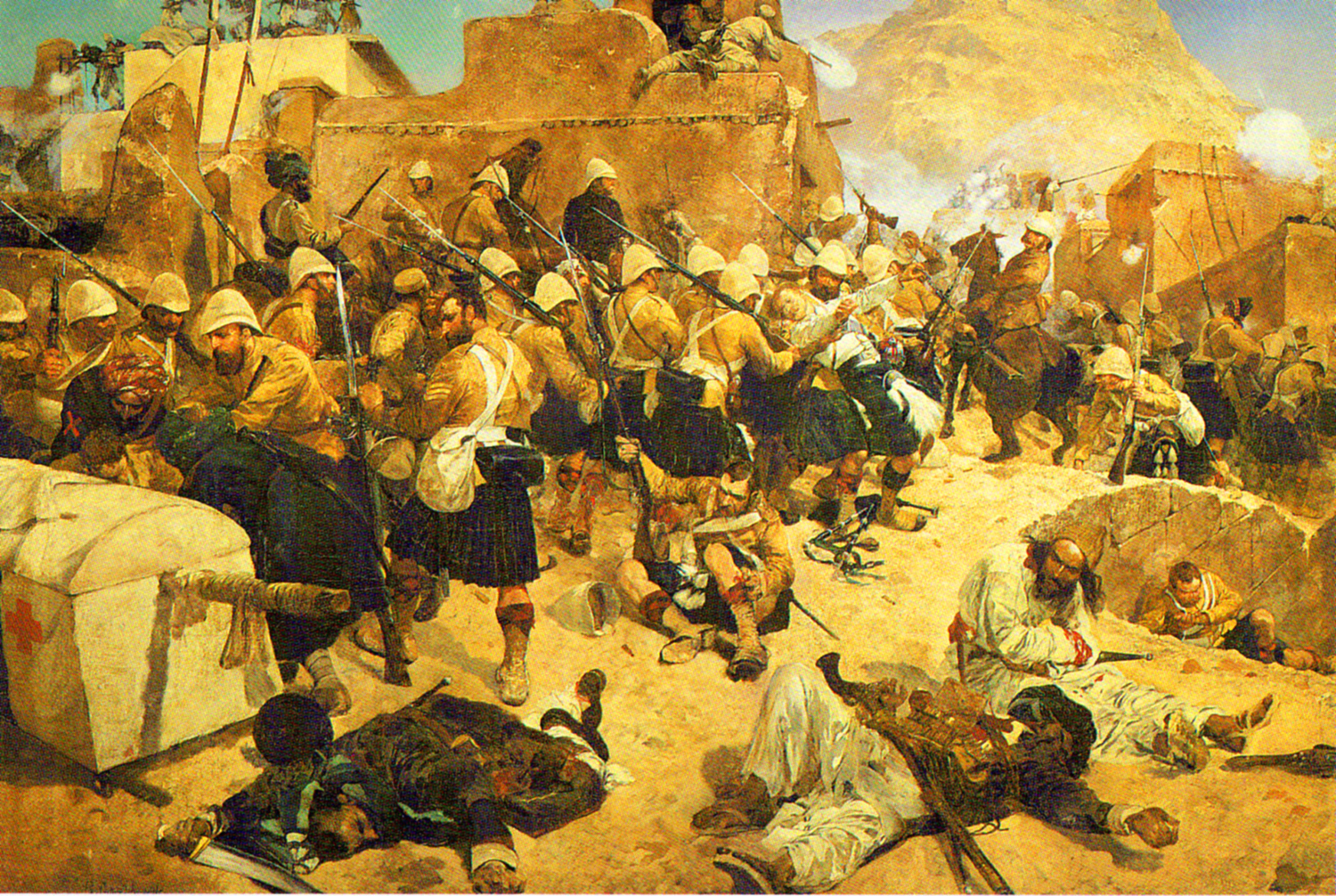
Kandahar 92nd Highlanders, 1er septembre 1880

Le 1er bataillon combattit à Tel el-Kebir en septembre 1882 durant la guerre anglo-égyptienne avant de prendre part à l'expédition du Nil dans le but d'assister le Major-Général Charles Gordon durant la guerre des madhistes.
Le premier bataillon prit part à l'expédition du Chitral puis à la campagne du Tirah ; et ce fut lors des opérations à la frontière nord-ouest en octobre 1897, durant la bataille sur les falaises du Dargai, que l'une des plus célèbres Victoria Cross du régiment fut obtenue. Le joueur de cornemuse George Findlater, bien que blessé aux deux jambes, continua de jouer à la cornemuse durant l'assaut. Un autre héros impliqué dans la charge des Gordon Highlanders à Dargai fut le joueur de cornemuse John Kidd. Il était avec Findlater, joueur de cornemuse également, quand, à mi-chemin des falaises, les deux joueurs furent touchés par des tirs. Ne s'attardant pas sur ses blessures, Kidd s'assit et joua « The Cock o' the North » alors que les troupes avançaient vers les hauteurs.
Le deuxième bataillon combattit à la bataille d'Elandslaagte en octobre 1899 et lors du siège de Ladysmith en novembre , durant la 2e guerre des Boers. Pendant ce temps le 1er bataillon vu le feu de l'action à la bataille de Magersfontein en décembre, puis lors du siège de Doornkop où ils subirent des pertes importantes en mai 1900.
En 1908, les volontaires et la milice furent réorganisés au niveau national ; les premiers devinrent la Territorial Force et les derniers la Special Reserve, amenant le régiment à 1 réserve et 4 bataillons territoriaux.

### Première Guerre mondiale

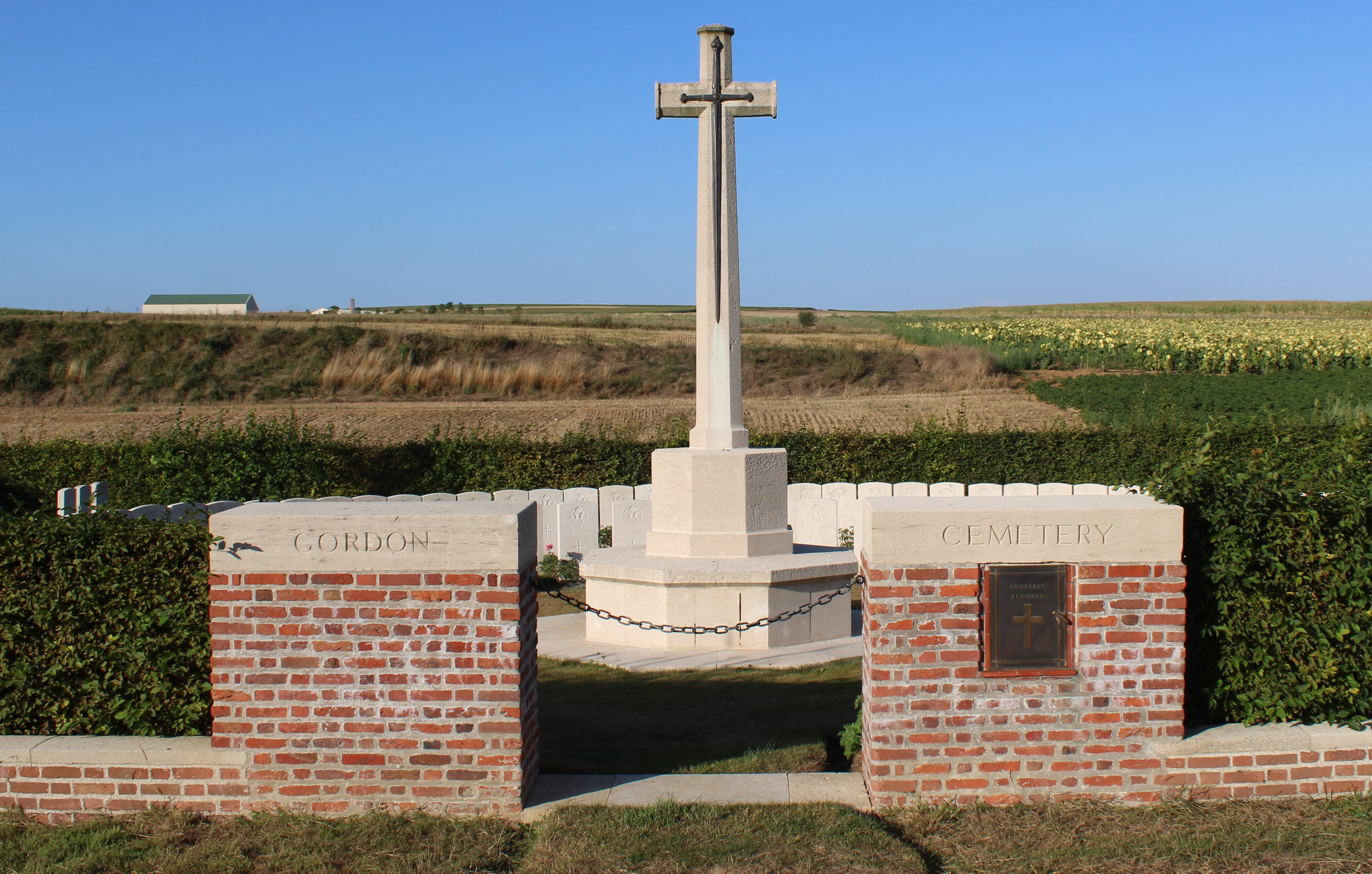
Le Gordon Cemetery à Mametz.
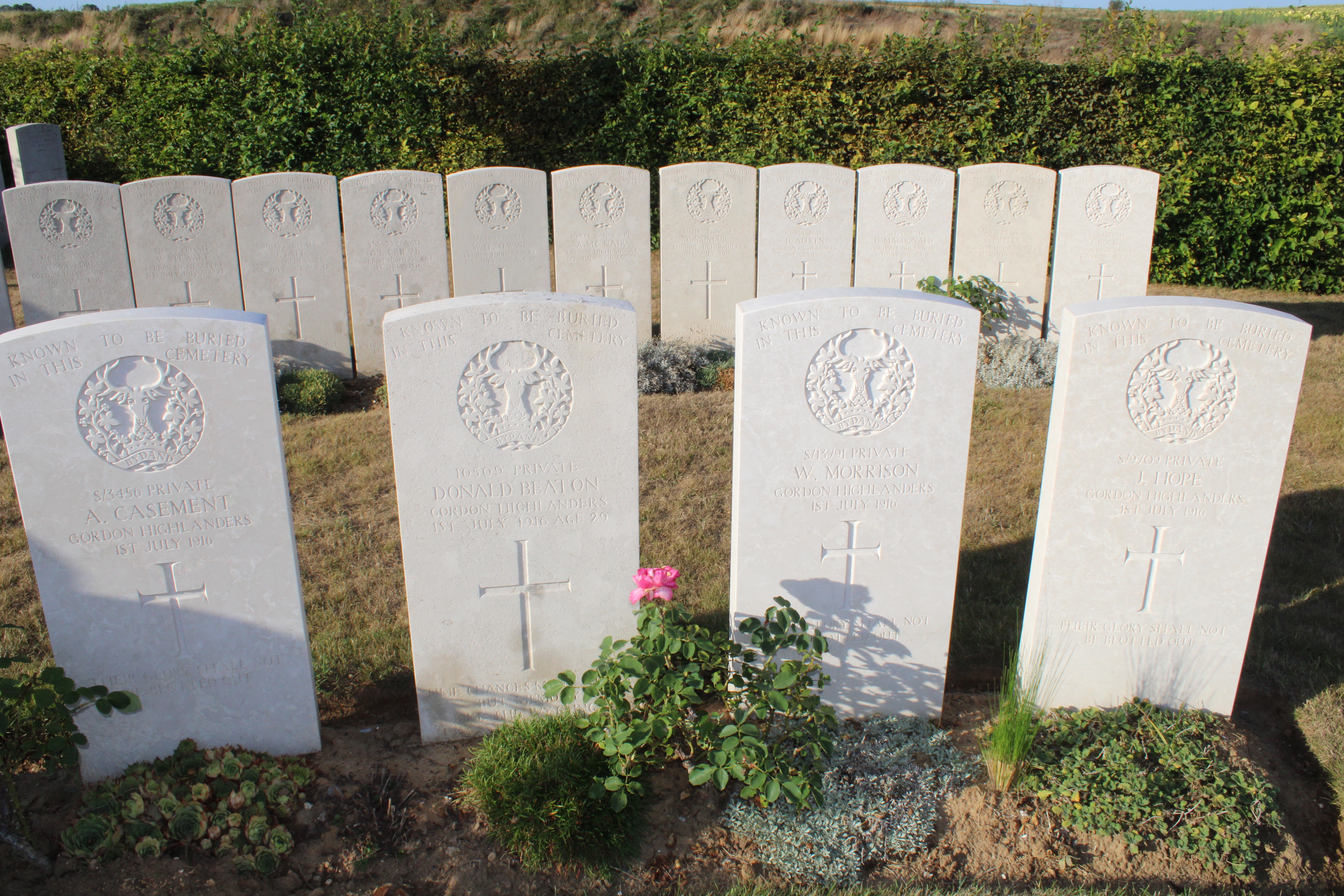
Soldats du Gordon Hightlanders tous tombés le 1er juillet 1916, premier jour de la Battaille de la Somme.

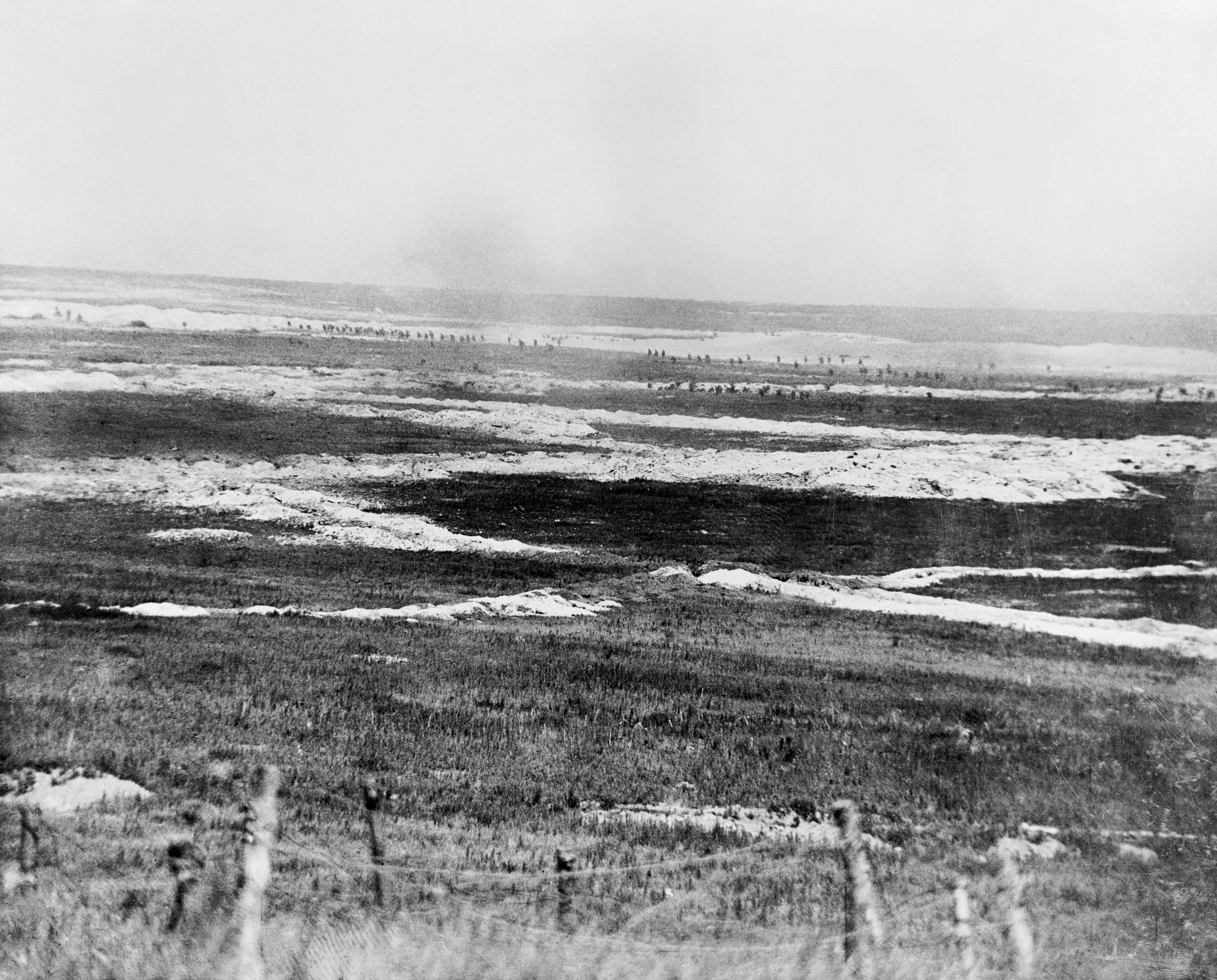
Gordon Highlanders à Mametz le 1er juillet 1916

Les Gordon Highlanders envoyés au combat sont répartis en deux corps militaires : les professionnels sont membres de l'armée régulière et les volontaires de l'armée territoriale. Cela dit, à la suite de l'appel aux volontaires de Kitchener, l'armée britannique grandit énormément et ces nouvelles unités furent appelées New Armies bien que membres de l'armée territoriale.

#### Armée régulière
Le 1er bataillon, arrivé à Boulogne-sur-Mer, intégra la 8e brigade de la 3e division en août 1914 et fut employé sur le front de l'ouest. Celui-ci subit d'importantes pertes à la bataille du Cateau le mois de leur arrivée. Le 2e bataillon arriva à Zeebruges pour intégrer la 20e brigade de la 7e division en octobre 1914 et servit sur le front de l'ouest jusqu'à se rendre en Italie en 1917. Il participera à la bataille du Piave, qui donnera la victoire finale à l'armée italienne contre l'Autriche-Hongrie.

#### La Force territoriale

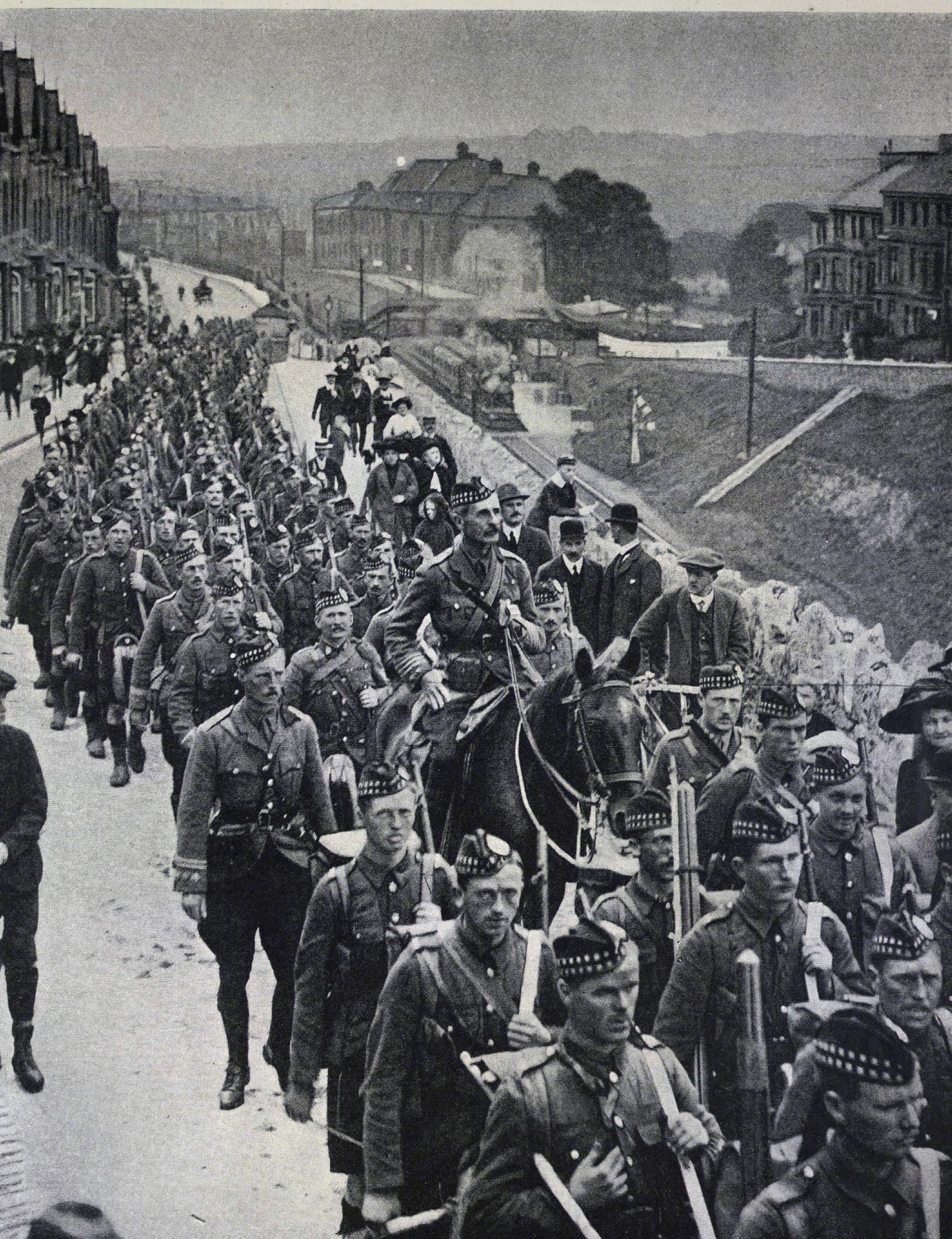
Gordon Highlanders à Plymouth en 1914

Le 1er/4e bataillon (ville d'Aberdeen) débarqua au Havre pour intégrer la 8e Brigade de la 3e division en février 1915 pour intégrer le front de l'ouest. En mai 1915, le 1er/5e bataillon (de Buchan et Formartin) arriva à Boulogne-sur-Mer pour intégrer la 153e brigade dans la 51e division (Hautes-terres d’Écosse) et servit sur le front français. Le 1er/6e bataillon est arrivé au Havre également, pris part à la 20e brigade dans la 7e division pour servir en France. Ce dernier tint l'une des trêves de Noël 1914 les plus longues, elle dura jusqu'au 3 janvier 1915. Le 1er/7e bataillon (Deeside) arriva à Boulogne-sur-Mer en mai 1915 comme élément de la 153e brigade dans la 51e division des hautes-terres écossaises, qui servit en France jusqu'en 1918.

#### L'armée nouvelle ou New Armies
Le 8e bataillon arriva à Boulogne-sur Mer comme élément de la 26e brigade de la 9e division (écossaise) en mai 1915 pour servir sur le front de l'Ouest. Les 9e et 10e bataillons arrivèrent aussi à Boulogne et intégrèrent la 44e brigade de la 15e division (écossaise) en juillet 1915 pour servir en France.

### Seconde Guerre mondiale
Le premier bataillon des Gordon Highlanders était un bataillon de l'armée régulière. Il a servi avec la 2e brigade d'infanterie dans la première division d'infanterie et arriva en France en septembre 1939, peu de temps après la déclaration de guerre, dans le Corps expéditionnaire britannique (BEF) : il y est resté jusqu'en mai 1940. Le 7 mai 1940, il fut échangé avec le 6e bataillon de l'armée territoriale et transféré à la 153e brigade dans la 51e division d'infanterie (hautes-terres d'Écosse). Le bataillon combattit lors de la campagne de France jusqu'à être capturé. La majorité de la division fut forcée de se rendre après une retraite jusqu'à Saint-Valery-en-Caux. Très peu de soldats furent en mesure de s'échapper. Toutefois le 1er bataillon fut reformé au Royaume-Uni en aout 1940, avec la 51e division grâce à un changement de nom de la 9e division (des hautes-terres écossaise), et fut envoyé en Afrique du nord. Cette division servit le reste de la seconde guerre mondiale, allant d'El Alamein à la Tunisie, puis la Sicile, l'Europe de l'Ouest et elle termina la guerre en Allemagne.

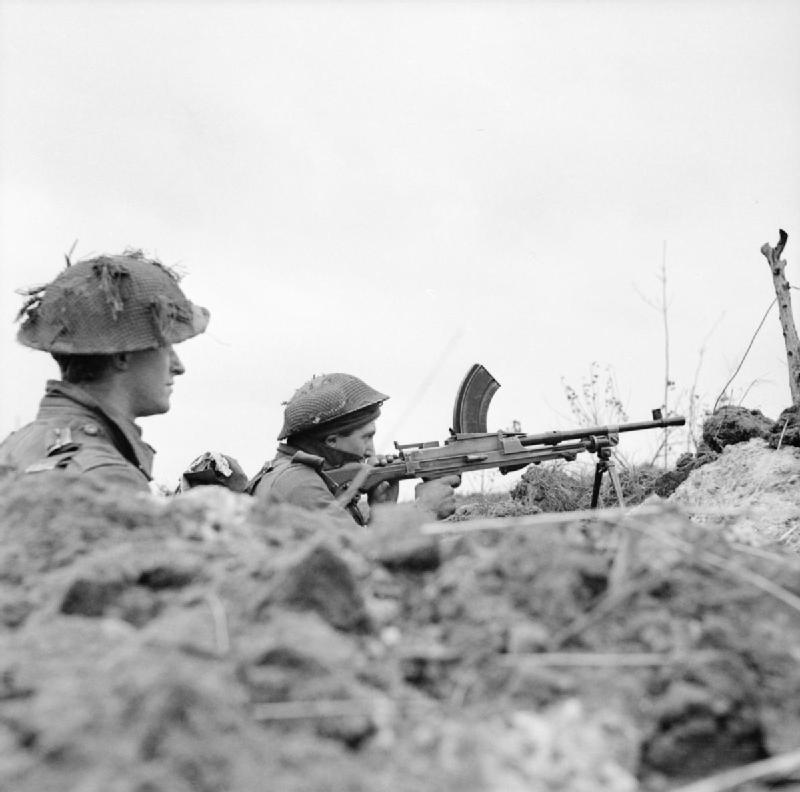
Une mitrailleuse Bren du 1er bataillon des Gordon en Hollande près de Nieuwkuik, le 6 novembre 1944

Le 2e bataillon était basé en Malaisie comme part de la garnison de Singapour, jusqu'à la défaite survenue lors de la bataille de Singapour en février 1942. Il s'est rendu avec 130 000 autres soldats du Commonwealth britannique le 15 février 1942. Le second bataillon eut plus de pertes lors de la captivité que lors de la bataille de Singapour. Il fut reformé en mai 1942 avec du personnel du 11e bataillon et s'est battu avec la 15e division (des basses-terres écossaise), à travers le nord-ouest de l'Europe. Ils formèrent la 227e brigade des hautes-terres d’Écosse, la plus jeune brigade de la division. Ils furent lourdement impliqués dans les batailles de Cheux et Tourville-sur-Odon en Normandie, puis aux Pays-Bas et enfin lors de la bataille d'Uelzen en Allemagne à la fin de la guerre.
Le 4e bataillon servit comme bataillon de mitrailleuses dans la campagne de France avant d'être converti à un régiment d'artillerie le 1er novembre 1941, devenant le 92e régiment antichar, dans le cadre de la 9e division blindée, mais n'a pas été en service actif pendant la guerre.
Le 5e bataillon arriva en France dans le cadre du Corps expéditionnaire britannique : ils servaient dans la 153e brigade de la 51e division pendant la Bataille de France en 1940 où ils ont été pris au piège et la majorité de la division a été forcée de se rendre à Saint-Valéry-en-Caux. Le 5e bataillon a été, cependant, reformé au Royaume-Uni en août 1940 et a continué à servir avec la deuxième formation de la 51e division durant le reste de la Seconde guerre mondiale.
Le 6e bataillon (Banffshire), un bataillon territorial, a été transféré dans la 153e brigade puis la 51e division avant qu'il n'ait rejoint la 2e brigade d'infanterie de la 1re division d'infanterie. Il a pu être évacué à Dunkerque. Le 6e bataillon s'est ensuite rendu en Tunisie, dans les campagnes nord-africaines et italiennes comme lors de la bataille d'Anzio que dans l'opération diadème et plus tard avec la bataille pour franchir la ligne gothique. Elle termina la guerre en garnison en Palestine.
Le 7e bataillon (Mars et Mearns) fut amalgamé avec le 5e bataillon, devenant le 5e/7e bataillon des Gordon Highlanders et a servi avec la deuxième formation de la 51e division au cours de la guerre.
Le 8e bataillon (Aberdeen) a été aussi converti en artillerie, devenant le 100e régiment antichar, de l'artillerie royale. Ce bataillon a servi avec la 2e division d'infanterie dans la campagne de Birmanie.

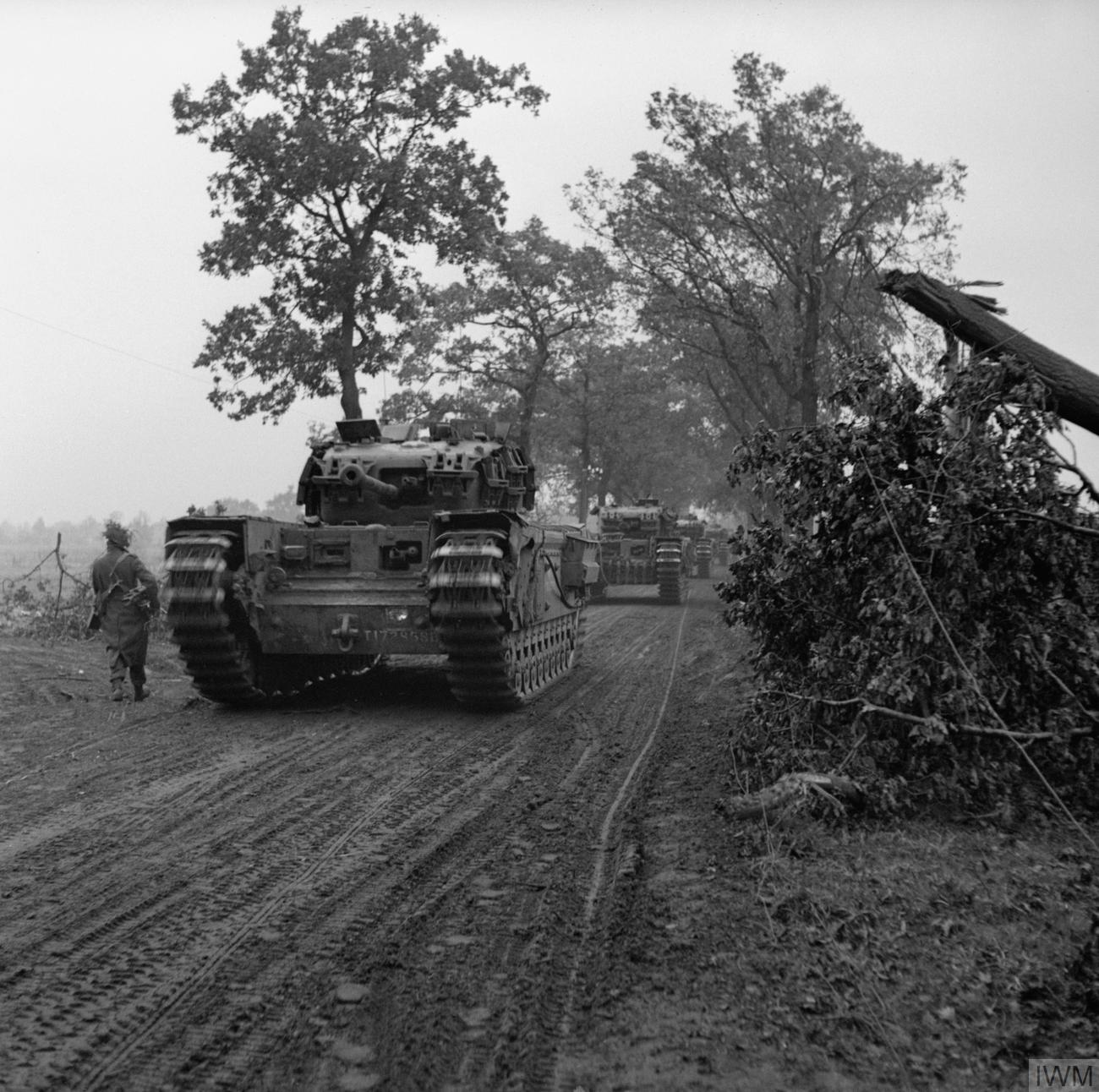
Les tanks Churchill de la 6e Brigade de tanks des Gardes accompagnant l'infanterie du 6e bataillon des Gordon Highlanders, (écossaise)

Le 9e bataillon (Donside) (à l'origine intégré à la 9e division (des Hautes-Terres écossaises) avec le 11e bataillon était initialement posté aux Îles Shetland. Plus tard ils ont été amalgamés avec le 5e bataillon et envoyés en Inde pour formation. Converti en régiment blindé en 1942 en tant que 116e régiment du corps blindé royal (des Gordons), ils ont continué à porter l'insigne de casquette des Gordons sur le béret noir du corps des blindés. Le 116e régiment du corps blindé royal a été envoyé en Inde et s'est joint à la 267e brigade blindée indienne. Plus tard ils ont servi en Birmanie dans le cadre de la 255e brigade de chars indienne. Ils ont été impliqués dans l'avance pour Rangoun et ont été lourdement impliqués dans la bataille de Meiktila, signant la fin de l'armée impériale japonaise en Birmanie.

### Après la Seconde Guerre Mondiale (1945-1994)
Après la guerre le régiment des Gordons fut envoyé en service actif dans l'insurrection communiste malaisienne, en Chypre et en Irlande du Nord. Le régiment a été amalgamé avec les Queen's Own Highlanders (Seaforth et Camerons) le 17 septembre 1994 pour former les Highlanders (Seaforth, Gordons et Camerons). En 1997, un musée des Gordon Highlanders s'est ouvert dans l'ancien siège social régimentaire à Aberdeen.
Il participe au film Waterloo.

## Récipiendaire de la Victoria's Cross

### 75ème (Highland) Régiment à pied
- Richard Wadeson (Indian Mutiny, 1857)
- Patrick Green (Indian Mutiny, 1857)
- Cornelius Coughlan (Indian Mutiny, 1857)

### 92ème (Gordon Highlanders) Régiment à pied
- George White (Afghanistan, 1879)
- William Henry Dick-Cunyngham (Afghanistan, 1879)

### Gordon Highlanders
- Edward Lawson (India, 1897)
- George Findlater (India, 1897)
- Matthew Meiklejohn (Second Boer War, 1899)
- William Robertson (Second Boer War, 1899)
- Ernest Towse (Second Boer War, 1900)
- John Mackay (Second Boer War, 1900)
- William Gordon (Second Boer War, 1900)
- David Younger (Second Boer War, 1900)
- William Kenny (France, 1914)
- James Brooke (France, 1914)
- George McIntosh (France, 1917)
- Allan Ker (France, 1918)
- George Mitchell (Italy, 1944)

## Sites Complémentaires
- L'histoire de la bataille des Hauts du Dargai : http://cornemusique.free.fr/heightsofdargai.php
- La 51e division d'infanterie des hautes-terres écossaises : http://51hd.co.uk/
- Reconstitueurs des Gordon Highlanders de la Première Guerre Mondiale : https://www.gordonhighlanders1914-18.co.uk/gdeanpark.html